# Mino Raiola
Carmine „Mino” Raiola (ur. 4 listopada 1967 w Nocera Inferiore, zm. 30 kwietnia 2022 w Mediolanie) – holendersko-włoski piłkarz, agent piłkarski, reprezentował wielu znanych zawodników, takich jak, m.in.: Mario Balotelli, Gianluigi Donnarumma, Erling Braut Håland, Zlatan Ibrahimović, Matthijs de Ligt, Henrich Mychitarian, Paul Pogba, Marco Verratti. Przez wiele lat był agentem czeskiego pomocnika, Pavla Nedvěda.

## Życiorys
Carmine Raiola urodził się w gminie Salerno w południowych Włoszech. W 1968 roku przeprowadził się z rodzicami do holenderskiego miasta Haarlem, gdzie jego ojciec otworzył odnoszącą sukcesy restaurację, w której Raiola w młodości pracował jako kelner. W tym samym czasie zdał maturę, a następnie przez dwa lata studiował prawo.
Grał w drużynie młodzieżowej HFC Haarlem, jednak w 1987 roku zakończył piłkarską karierę, gdyż został szefem tej drużyny. Następnie zaczął działać jako agent piłkarski. Rozpoczął pracę w Sports Promotions, firmie zajmującej się agentami sportowymi, i asystował przy transferach kilku znanych holenderskich zawodników do włoskich klubów, w tym zawodnika Ajaxu Amsterdam Bryana Roya (w 1992 roku do Foggii Calcio), Marciano Vinka (w 1993 roku do FC Genoi), Wima Jonka i Dennisa Bergkampa (obaj w 1993 roku do Interu Mediolan) oraz Michela Kreeka (w 1994 roku do Calcio Padova). Po pewnym czasie postanowił jednak odejść z firmy i założył własną. Jego pierwszym niezależnym dużym transferem był transfer Pavla Nedvěda ze Sparty Praga do Lazio Rzym po imponującym występie na mistrzostwach Europy 1996 w Anglii, na których reprezentacja Czech dotarła do finału, w którym 30 czerwca 1996 roku na Stadionie Wembley w Londynie przegrała 1:2 po dogrywce z reprezentacją Niemiec.
Ponad 20 zawodników grających w ligach europejskich było reprezentowanych przez Raiolę. Obecnie mieszka w Monako. W 2008 roku brał udział w dwóch przesłuchaniach dyscyplinarnych wszczętych przez Włoski Związek Piłki Nożnej (FIGC) w związku z nieprawidłowościami transferowymi w ramach szerszego dochodzenia w sprawie zawodowej piłki nożnej przez włoskie władze.
W sierpniu 2016 roku, po rekordowym transferze Paula Pogby do Manchesteru United, Raiola zarobił 25 000 000 euro z 105 000 000 euro transferu Paula Pogby, po czym kupił dom w Miami, w którym w przeszłości mieszkał jeden z najsłynniejszych mafijnych bossów, Al Capone, za 9 000 000 euro.
8 maja 2019 roku Włoski Związek Piłki Nożnej zakazał Raioli pełnienia funkcji agenta piłkarskiego na okres trzech miesięcy z nieujawnionych powodów, podczas gdy jego kuzyn, Vincenzo Raiola dostał ten zakaz na okres dwóch miesięcy. 10 maja 2019 roku zakazy zostały przedłużone po przejęciu przez Komisję Dyscyplinarną FIFA decyzji Włoskiego Związku Piłki Nożnej. 13 czerwca 2019 roku Mino i Vincenzo Raiolowie po odwołaniu się od decyzji do Federalnego Sądu Apelacyjnego we Włoszech, wygrali, co doprowadziło do cofnięcia trzymiesięcznego zakazu.
22 stycznia 2020 roku Raiola był jednym z wielu znanych agentów piłkarskich (w tym Jonathan Barnett, Jorge Mendes), którzy grozili FIFA sankcjami prawnymi w związku z planowanym ograniczeniem płatności transferowych.

## Życie prywatne
Posługiwał się pięcioma językami obcymi: angielskim, francuskim, hiszpańskim, niemieckim i portugalskim. Mieszkał w Monte Carlo. Od dłuższego czasu zmagał się z chorobą płuc a jego stan był określany jako ciężki. W styczniu 2022 przeszedł operację. Zmarł 30 kwietnia w szpitalu w Mediolanie. Ceremonia pogrzebowa odbyła się 5 maja 2022 w kościele Saint-Charles w Monte Carlo.

## Klienci Raioli
- Mario Balotelli[20]
- Étienne Capoue[21]
- Gianluigi Donnarumma[22]
- Zdeněk Grygera[23]
- Erling Haaland
- Zlatan Ibrahimović[24]
- Lorenzo Insigne[12][25]
- Moise Kean[12]
- Kerlon
- Matthijs de Ligt[26]
- Jesse Lingard[27]
- Hirving Lozano[28]
- Romelu Lukaku[29]
- Donyell Malen[30]
- Felipe Mattioni
- Blaise Matuidi[31]
- Maxwell[32]
- Henrich Mychitarian[33]
- Pavel Nedvěd[2]
- Paul Pogba[11]
- Xavi Simons
- Gregory van der Wiel[31]
- Marco Verratti[34]

## Transfery przeprowadzone przez Raiolę
| Data      | Zawodnik            | Nowy klub                | Poprzedni klub           | Kwota tranferu    |
| --------- | ------------------- | ------------------------ | ------------------------ | ----------------- |
| Zima 1988 | Frank Rijkaard      | AC Milan                 | Sporting CP              | Nieznana          |
| Lato 1993 | Dennis Bergkamp     | FC Internazionale Milano | AFC Ajax                 | 12 000 000 funtów |
| Lato 1996 | Pavel Nedvěd        | S.S. Lazio               | AC Sparta Praga          | Nieznana          |
| Lato 2001 | Pavel Nedvěd        | Juventus F.C.            | S.S. Lazio               | 41 000 000 euro   |
| Lato 2004 | Zlatan Ibrahimović  | Juventus F.C.            | AFC Ajax                 | 16 000 000 euro   |
| Lato 2006 | Zlatan Ibrahimović  | FC Internazionale Milano | Juventus F.C.            | 24 800 000 euro   |
| Lato 2009 | Zlatan Ibrahimović  | FC Barcelona             | FC Internazionale Milano | 46 000 000 euro   |
| Lato 2010 | Robinho             | AC Milan                 | Manchester City F.C.     | 15 000 000 euro   |
| Lato 2010 | Mario Balotelli     | Manchester City F.C.     | FC Internazionale Milano | 24 000 000 funty  |
| Lato 2010 | Zlatan Ibrahimović  | AC Milan                 | FC Barcelona             | 24 000 000 euro   |
| Lato 2012 | Zlatan Ibrahimović  | Paris Saint-Germain F.C. | AC Milan                 | 20 000 000 euro   |
| Zima 2013 | Mario Balotelli     | AC Milan                 | Manchester City F.C.     | 20 000 000 euro   |
| Zima 2013 | Bartosz Salamon     | AC Milan                 | Brescia Calcio           | 3 500 000 euro    |
| Lato 2014 | Mario Balotelli     | Liverpool F.C.           | AC Milan                 | 16 000 000 euro   |
| Lato 2016 | Zlatan Ibrahimović  | Manchester United F.C.   | Paris Saint-Germain F.C. | Wolny transfer    |
| Lato 2016 | Henrich Mychitarian | Manchester United F.C.   | Borussia Dortmund        | 31 000 000 funtów |
| Lato 2016 | Paul Pogba          | Manchester United F.C.   | Juventus F.C.            | 105 000 000 euro  |
| Lato 2016 | Mario Balotelli     | OGC Nice                 | Liverpool F.C.           | Wolny transfer    |
| Lato 2017 | Romelu Lukaku       | Manchester United F.C.   | Everton F.C.             | 85 000 000 euro   |
| Lato 2017 | Blaise Matuidi      | Juventus F.C.            | Paris Saint-Germain F.C. | 20 000 000 euro   |
| Lato 2019 | Matthijs de Ligt    | Juventus F.C.            | AFC Ajax                 | 75 000 000 euro   |
| Lato 2019 | Moise Kean          | Everton F.C.             | Juventus F.C.            | 27 500 000 euro   |
| Zima 2020 | Erling Haaland      | Borussia Dortmund        | FC Red Bull Salzburg     | 20 000 000 euro   |